# SN 2004gw
SN 2004gw – supernowa typu Iax odkryta 27 grudnia 2004 roku w galaktyce PGC0016812. W momencie odkrycia miała maksymalną jasność 17,90m.